# Museo di arte popolare di Nauplia
Il museo di arte popolare Vasileios Papantoniou è uno spazio espositivo dedicato in particolare all'abbigliamento tradizionale del Peloponneso. È ubicato nel centro storico della città di Nauplia, in Grecia.
Fondato nel 1974 dalla costumista e scenografa Ioanna Papantoniou, il museo è gestito dalla "Fondazione etnografica del Peloponneso" (in greco Πελοποννησιακό Λαογραφικό Ιδρυμα?). Vi sono presentati circa 27.000 oggetti ed articoli diversi tra cui una ricca collezione di costumi populari e di manufatti di uso domestico nonché una mostra storica con documenti riguardanti la città di Nauplia.
Nel 1981, il museo ha ricevuto il Premio del museo europeo dell'anno.

## Galleria d'immagini

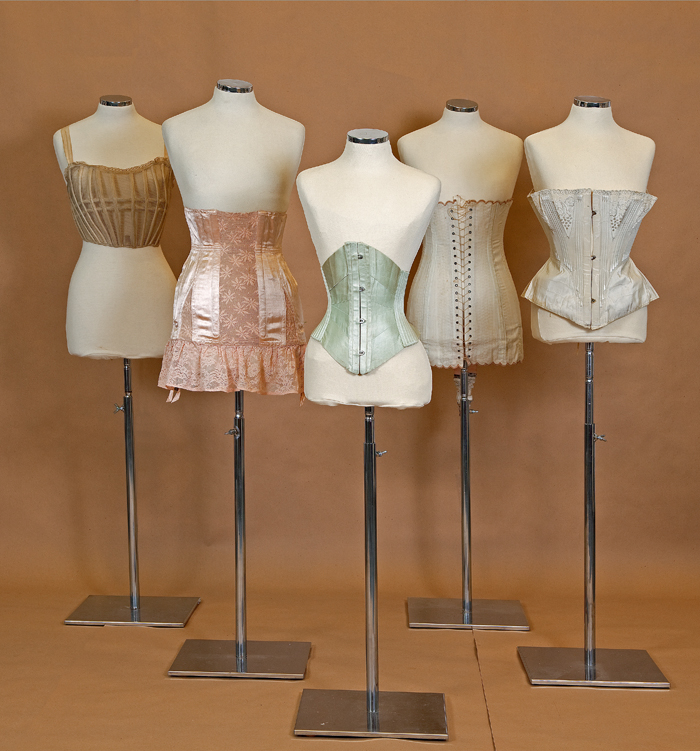
Corsetti
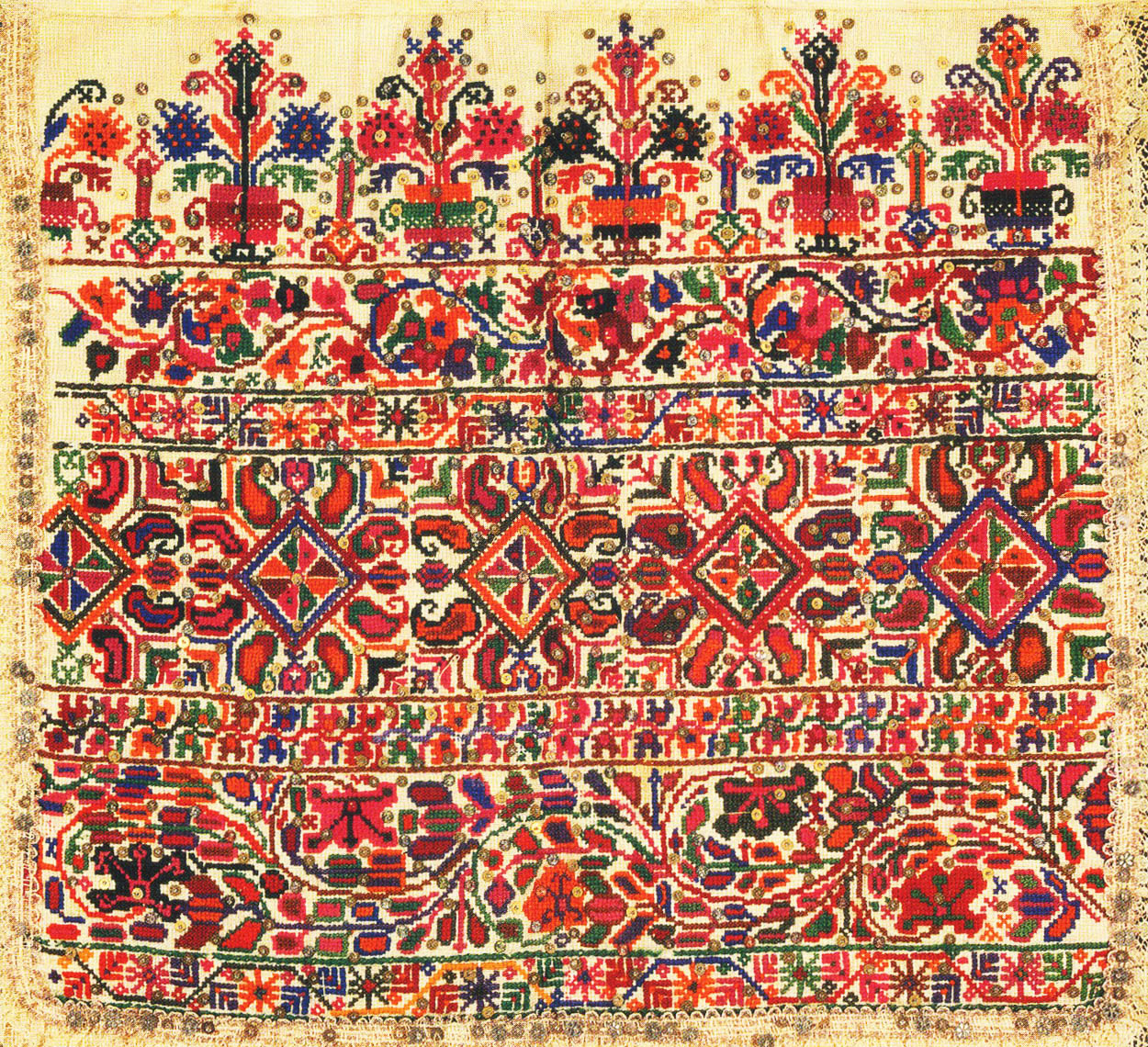
Grembiule tradizionale dell'Attica
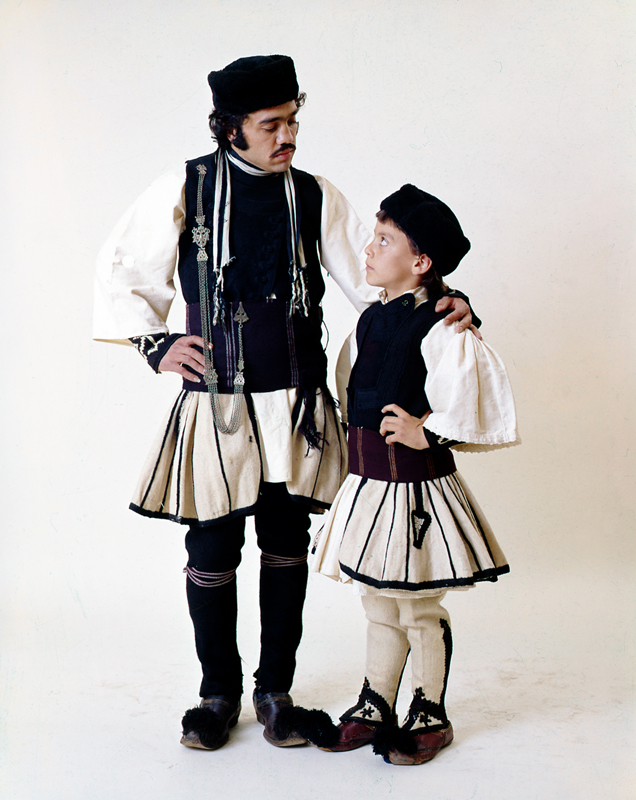
Costumi sarakatsani